# Saül
Pour les articles homonymes, voir Saül (homonymie).
Saül ([sa.yl], hébreu : שאול, Šāʾūl, She’ul, litt. « désiré »), est un personnage du Premier Livre de Samuel, qui fait partie de la Bible. Fils de Quish et petit-fils de Ner de la tribu de Benjamin et du clan de Matri (en), il est le premier roi des Israélites en Terre d'Israël.

## Récit biblique

### Institution de la royauté
Les circonstances et raisons de son élection comme roi par le prophète Samuel sont décrites dans I Samuel 8-12. Samuel se faisait vieux et ses fils n'avaient pas la faveur du peuple pour lui succéder. Comme il souhaitait très peu que la monarchie se développe, Dieu s'adressa à lui pour lui conseiller d'accéder aux demandes de son peuple. Samuel avertit alors les Hébreux des risques générés par un nouveau roi au pouvoir, mais ceux-ci, devant la menace des Philistins, avaient besoin d'un chef pour assurer les combats.

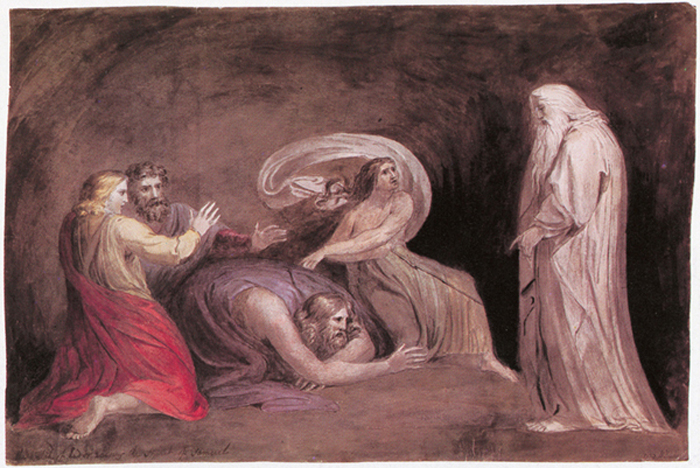
William Blake, La Sorcière d'Endor faisant apparaître le fantôme de Samuel (1783).

Les ânesses de son père s'étant égarées, Saül partit avec un serviteur à leur recherche. Ils traversèrent la montagne d'Éphraïm, le pays de Shalisha et le pays de Benjamin jusqu'au pays de Cush sans les trouver. Comme Saül proposait de rentrer, le serviteur lui suggéra d'aller à la ville consulter un voyant avant de repartir. Ils parvinrent auprès de la maison de Samuel pour demander où trouver le voyant et ce dernier leur annonça qu'il était ce voyant. Dieu avait prévenu Samuel de cette visite et à sa demande, il annonça à Saül qu'il le proclamerait roi. Le lendemain, tel que prévu, Saül reçut trois signes lui confirmant qu'il devait être roi d'Israël. Arrivé chez lui à Gibéa (en), ces signes s'étaient manifestés à lui le même jour, l'esprit de Dieu fondit sur lui et il comprit qu'on le reconnaissait comme roi.
Mais le prophète Samuel convoqua le peuple à Mitzpah pour confirmer son nouveau statut[pas clair]. Saül retourna chez lui pour reprendre ses tâches habituelles. Pour faire face aux Ammonites qui tentaient une invasion, Saül reçut un nouvel appui de Dieu qui incita le peuple à se joindre à lui pour repousser l'ennemi. Saül fut enfin proclamé roi devant le peuple et Samuel put se retirer.

### Le règne de Saül
Saül hérita donc de la tâche de libérer le pays de la pression des Philistins. Toujours selon le récit du Premier Livre de Samuel, il rassembla une armée forte de 3 000 hommes. Les Philistins avaient posté un camp à Géba. Le roi Saül prit deux mille hommes avec lui pour Mikmas (ou Micmas) et dans la montagne de Béthel et mille autres partirent avec son fils Jonathan pour Gibéa au sud de Géba.
Jonathan se débarrassa du préfet des Philistins et déclencha une réaction des Philistins contre Israël. Ceux-ci rassemblèrent une armée de trente mille chars (ou trois mille selon les traductions), six mille chevaux et « autant d'hommes que le sable au bord de la mer » pour occuper Mikmas que Saül avait évacué en partant pour Guilgal. Selon le terme commandé par Samuel, Saül s'y terra pendant sept jours avant de faire tout mouvement.

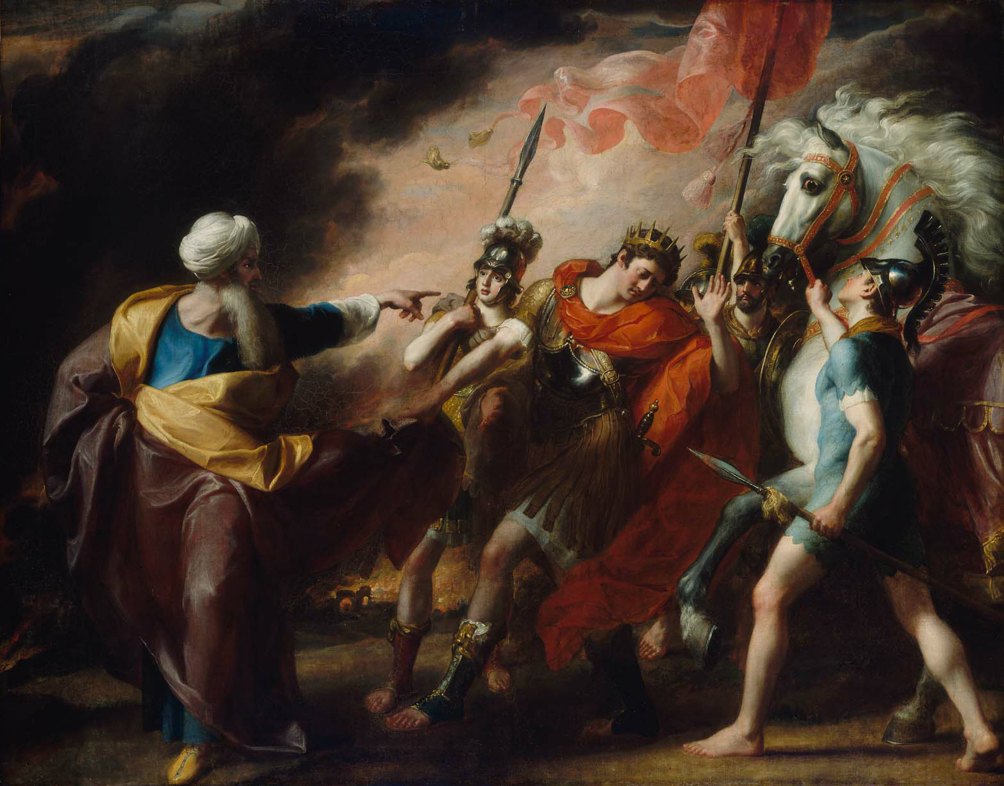
John Singleton Copley, Samuel adressant des reproches à Saül (1798), Musée des beaux-arts de Boston.

Le septième jour, son impatience le poussa à offrir un holocauste, mais le prophète Samuel arriva pour le prévenir des conséquences de sa désobéissance en n'attendant pas assez longtemps. Par cette action, Saül allait perdre sa royauté sur Israël. Il constata que ses troupes étaient réduites à six cents hommes quand il partit de Guilgal pour Mikmas contre les Philistins.

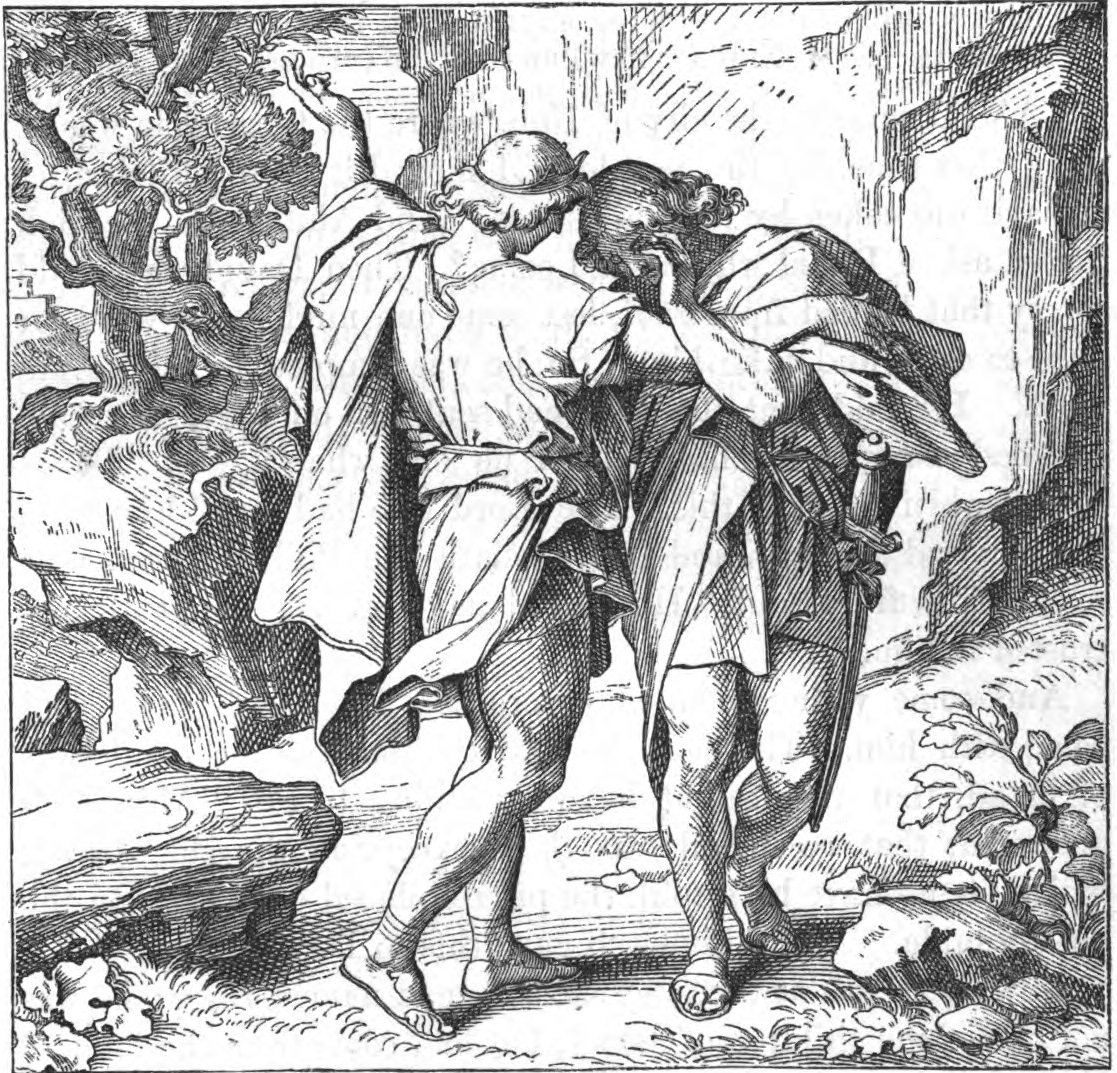
La séparation de David et Jonathan, 1873.

Jonathan, impatient, organisa avec son écuyer un assaut à l'insu de Saül et de son armée. Ils surprirent et massacrèrent vingt Philistins, ce qui sema le désordre et la terreur chez les ennemis. Tous les Israélites qui avaient déserté Saül se rallièrent à lui pour talonner les Philistins.
Jonathan fit cependant l'erreur de violer une interdiction de manger proclamée par son père et ce dernier menaça de l'immoler pour sa désobéissance. Bien qu'il fût reconnu coupable pour son geste, Jonathan fut sauvé par le peuple qui s'opposa à la condamnation. Saül renonça ensuite à poursuivre les Philistins et mit ainsi fin aux conflits, ce qui représenta son second succès militaire.
Le règne de Saül se poursuivit cependant dans la guerre contre plusieurs ennemis dont il sortit toujours vainqueur. La guerre contre les Amalécites est la seule qui soit rapportée en détail. Ces anciens ennemis d'Israël occupaient le territoire au sud et au sud-ouest de la Philistie. À la demande de Samuel, Saül rassembla le peuple contre les Amalécites, mais refusa d'exécuter leur roi Agag, ce qui déplut à Dieu. Saül implora en vain son pardon, car l'esprit de Dieu se détourna de lui. Saül et Samuel se quittèrent pour ne jamais se revoir.

### David rencontre Saül

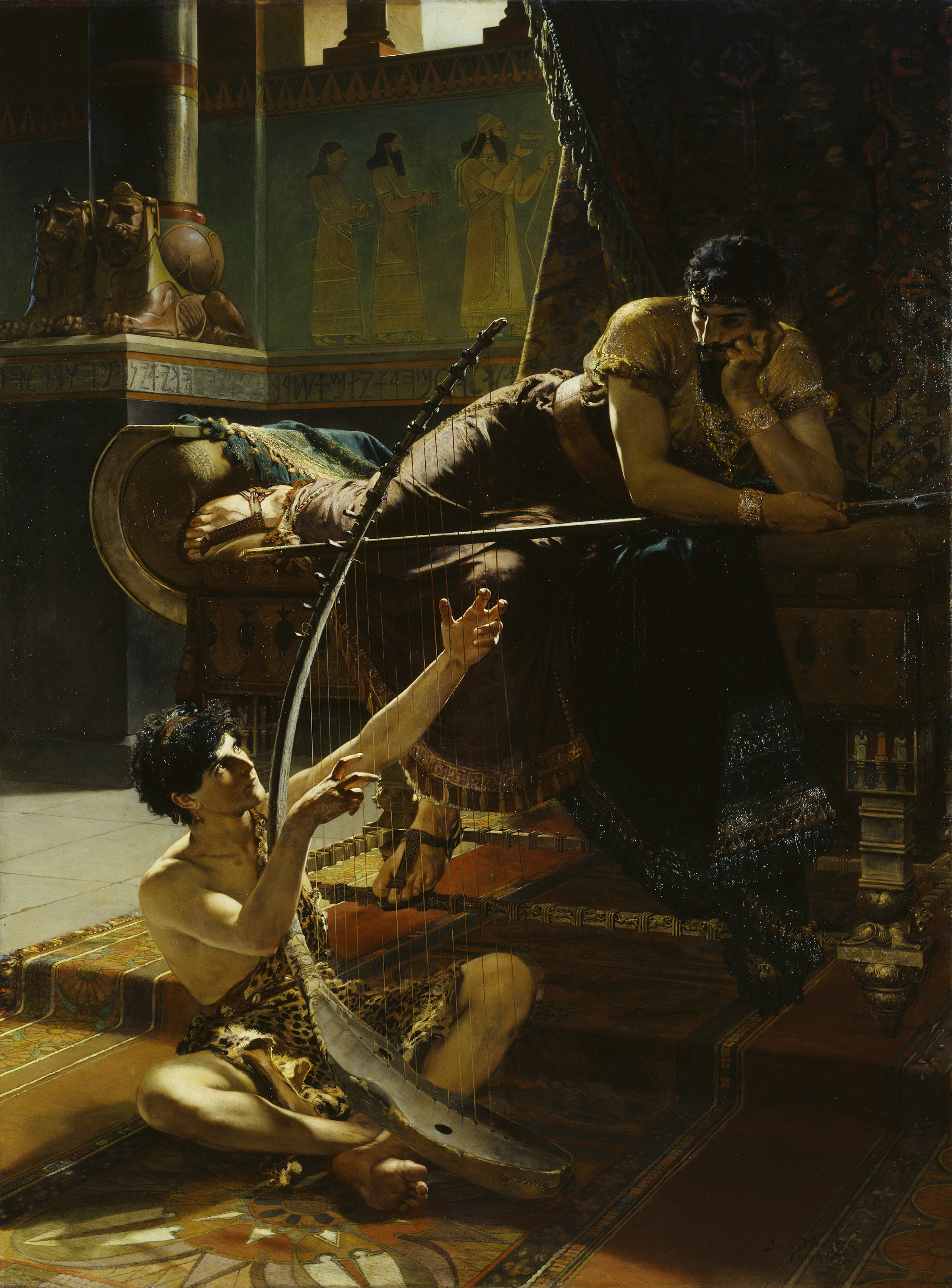
David et Saül, gravure de, 1885.

David fut envoyé à Saül pour lui jouer de la harpe quand l'esprit de ce dernier se troublait et il gagna ainsi la bienveillance du roi. Après un certain temps, il regagna la maison paternelle et reprit son travail de berger pendant quelques années.
Les Philistins envahirent une fois de plus le pays et s'installèrent entre Sokho et Azéqa, à Éphès-Dammim (en). Saül, Abner, son général et ses hommes partirent les affronter et David se joignit à son armée. C'est dans la vallée d'Elah que David terrassa Goliath, le champion des Philistins, un exploit qui fit fuir l'ennemi et assura la victoire aux hommes de Saül.
Le roi prit David à son service mais en devint jaloux. Il développa pour le nouveau héros une animosité qui l'incita plusieurs fois à tenter de le tuer, sans toutefois accomplir le geste. Il dit : « Choisissez-vous un homme ! »

### La mort de Saül
Après quelque temps, les Philistins s'étaient repris et Saül dut encore rassembler ses hommes. Dans l'incapacité de découvrir la volonté de Dieu, Saül consulta la nécromancienne d'Endor et fut surpris par une communication avec un "être divin" qui lui apparut, qu'il prit pour Samuel. Il fut alarmé des paroles de cet être et les hommes d'Israël prirent la fuite devant les Philistins. Désespéré face au désastre qui tombait sur son armée, il se jeta sur son épée.

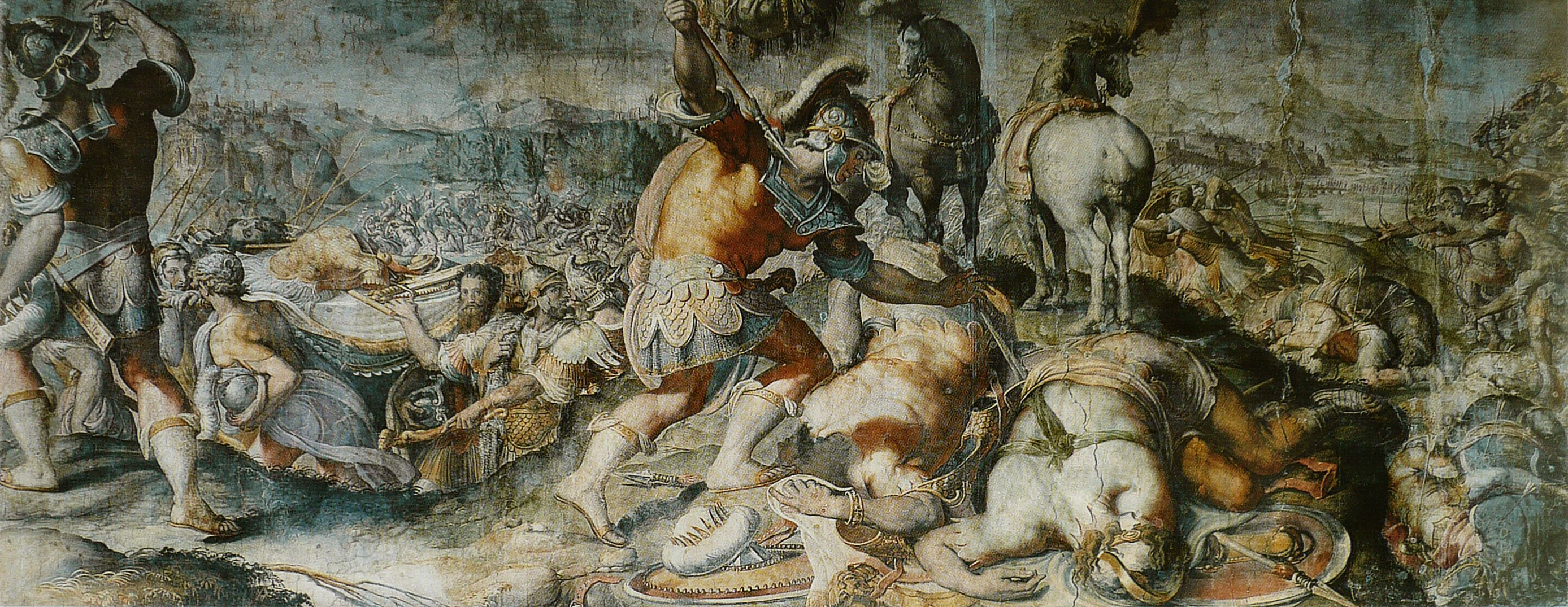
La Mort de Saül et Jonathan, Francesco Salviati, XVIe siècle.

Les Philistins trouvèrent Saül et ses trois fils (dont Jonathan) gisant sur le mont Guilboa. Ils lui tranchèrent la tête, les dépouillèrent de leurs armes et les firent parader dans le pays philistin. Ils les déposèrent dans le temple d'Astarté. Ils suspendirent aussi son corps décapité au rempart de Beït-Shéan. Les habitants de Yabesh, prévenus de ce qu'il était advenu de Saül et ses fils, partirent chercher les corps, les brûlèrent et les ensevelirent sous le tamaris de la ville.

### Arbre généalogique
- Un Benjaminite de la famille de Métri[3]
  - Aphiach[4]
    - Bécorath[4]
      - Tseror[4]
        - Abiel[4],[5]
          - Abdôn, fils d'Abiel[6],[7]
          - Tsour, fils d'Abiel[6],[7]
          - Quish, fils d'Abiel[4],[6],[7]
          - Baal, fils d'Abiel[6],[7]
          - Ner, fils d'Abiel[5],[8],[7],[9]
            - Abner, oncle de Saül[10], tué par Joab[11],[12]
              - Yaasiël[13]

            - Quish, fils de Ner[8],[9], enterré dans la ville de Tséla[14]
              - Saül[8],[9], a pour épouse Achinoam[10] et pour concubine Ritspa (en)[15], tué par les Philistins[16],[17], ses ossements sont dans la tombe de son père Quish à Tséla[14]
                - Jonathan, fils de Saül et d'Achinoam, tué par les Philistins[16],[17],ses ossements sont dans la tombe de son grand-père Quish à Tséla[14]
                - Malkishoua, fils de Saül et d'Achinoam, tué par les Philistins[16],[17]
                - Abinadab, fils de Saül et d'Achinoam, tué par les Philistins[16],[17]
                - Ish-boshet, fils de Saül et d'Achinoam, tué par Rékab et Baana[18]
                - Mérob, fille de Saül et d'Achinoam, ses cinq fils sont tués par les Gabaonites[19]
                - Mikhal, fille de Saül et d'Achinoam, sans enfant jusqu'à sa mort[20]
                - Armoni[21], fils de Saül et de Ritspa, tué par les Gabaonites[19]
                - Mephiboseth[21], fils de Saül et de Ritspa, tué par les Gabaonites[19]

          - Nadab, fils d'Abiel[6],[7]
          - Guedor, fils d'Abiel[22],[23]
          - Ahio, fils d'Abiel[22],[23]
          - Zéker, fils d'Abiel[22] ou Zekaria, fils d'Abiel[23]
          - Miqloth, fils d'Abiel[24]
            - Shiméa[24]

## Saül dans l'Islam (Tālūt)
Dans le Coran, Saül est désigné sous le nom de Tālūt (arabe : طالوت), ce nom provenant selon les commentateurs de la racine t-w-l, « être grand ». Il est parfois présenté dans les traditions post-coraniques sous son nom hébreu. Comme dans la Bible, il est le premier roi israélite, ce qui est annoncé par un prophète anonyme que la tradition musulmane a identifié à Samuel.
Le texte coranique évoque son choix par le prophète après que le peuple d'Israël lui eut demandé de lui désigner un roi pour diriger les combats à venir. Si ces éléments concordent avec le récit bibliques, d'autres, comme la réaction du peuple à la nomination du souverain, diffèrent. Selon la Bible, la critique vient d'une minorité tandis que pour le Coran, elle est générale. Les traditions musulmanes font reposer ces critiques sur l'appartenance de Saül à la tribu de Benjamin, tribu peu prestigieuse. Cette opposition, telle qu'elle est présentée dans les traditions, pourrait être un écho de 1 Sam 9, 21.
Dans le texte coranique, Samuel leur reproche ce comportement. Saül, dans le récit coranique, annonce la première communauté autour de Mahomet. Pour Blachère, « il est à peine besoin de souligner le parallèle établi ici entre le conseil des Israëlites rejetant la royauté de Saül et le conseil des Mecquois et des juifs médinois refusant de reconnaître Mahomet ».
Un autre épisode coranique évoque la sélection d'un groupe d'hommes (en fonction du fait qu'ils aient bu ou non à l'eau de la rivière) pour combattre l'armée ennemie. Il s'agit d'un récit biblique en lien avec l'armée de Gédéon et non celle de Saül. Le récit coranique « est issu du croisement de deux passages indépendants de l'Ancien Testament ».
Tālūt conduit finalement les Israélites vers la victoire sur l'armée de Jālūt (Goliath), lequel est tué par Dāwūd (David). Le récit est moins riche en détails que celui de la Bible.
Ainsi, si le récit coranique est sobre, les traditions ont créé une « vision romancée » de la mort de Goliath évoqué au verset 251. Ces ajouts proviennent, en particulier, de la littérature juive. À l'inverse, la présentation très positive de Saül dans le texte coranique permet d'y voir une influence de la littérature chrétienne plutôt qu'une influence juive.

## Historicité de Saül

### Hypothèse de l'attribution des sites Benjaminites du Fer I au royaume de Saül
Selon Israël Finkelstein, pour qui la monarchie unifiée est un mythe, Saül est un personnage historique. Lui et ses descendants auraient régné au Xe siècle (et non au XIe siècle comme le veut la chronologie biblique) sur une entité politique centrée sur le plateau de Gabaôn-Béthel, sur le territoire de la tribu de Benjamin, et s'étendant au nord jusqu'à la vallée de Jezréel et sur une partie du Galaad ; et au sud jusqu'au site archéologique cananéen de Khirbet Qeiyafa, face à la cité de Gat.
Selon Finkelstein, le règne de Saül sur les hautes-terres du nord serait contemporain de celui de David sur les hautes-terres du sud, voire des premiers rois Israélites de Tirça. La capitale de Saül correspondrait soit au site archéologique de Gabaôn, soit à celui de Gibéa (en) Les sites archéologiques du plateau de Gabaôn-Béthel, prospères au Fer I, furent soit abandonnés, soit subirent une diminution de taille significative au Fer IIA ancien (selon la chronologie de Finkelstein, cela correspond aux dernières décennies du Xe siècle), mais sans présence d'une strate de destruction.

### Hypothèse sur la chute de Saül provoquée par la campagne du PharaonShéshonqIer

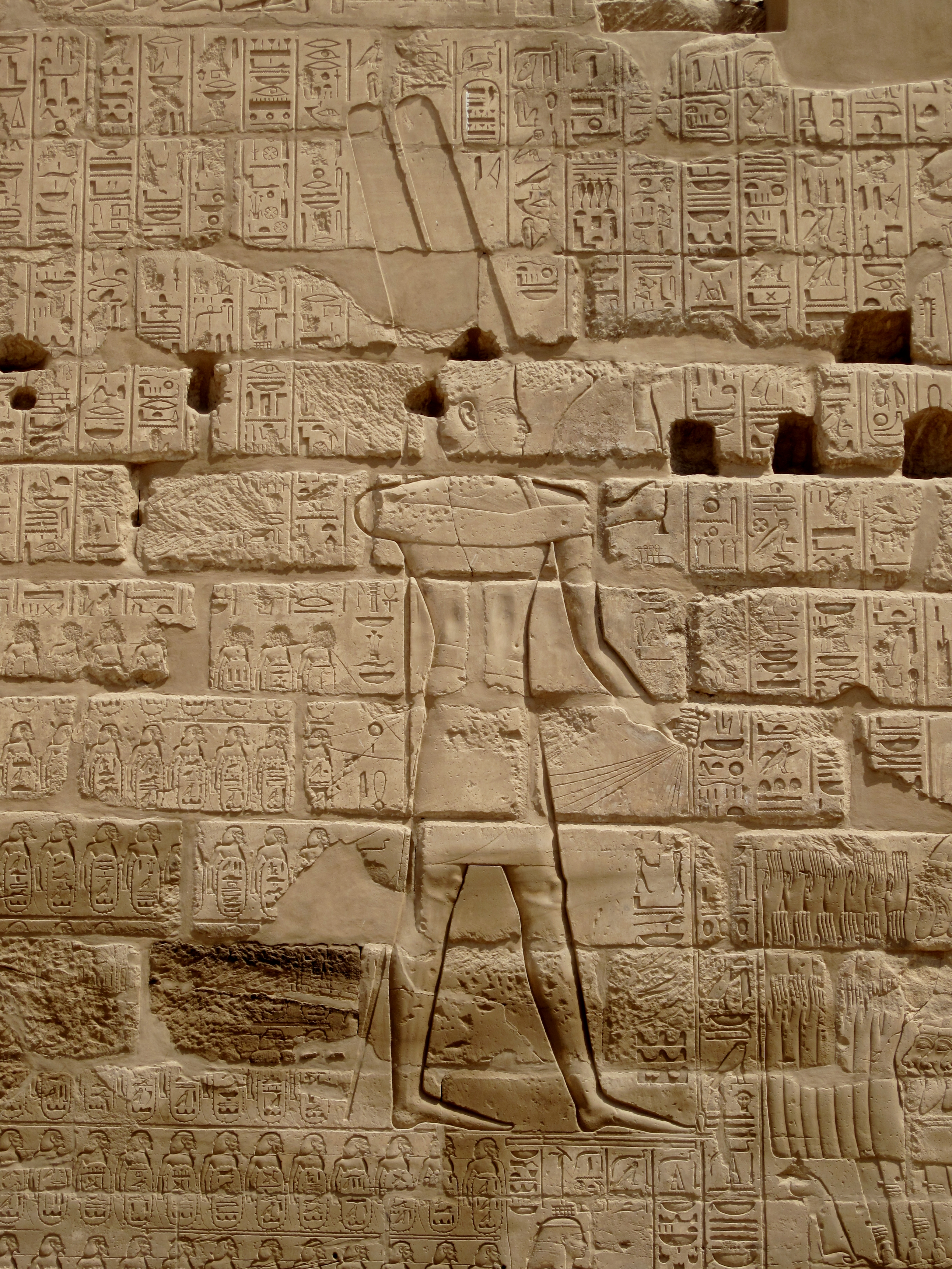
Stèle du triomphe de Shéshonq à Karnak. Chaque captif porte un cartouche sur lequel est écrit le nom des différentes localités soumises par Shéshonq.

Selon Finkelstein, ce déclin de l'entité territoriale du plateau de Gabaôn-Béthel et la chute de Saül seraient dus non pas à une campagne des Philistins comme le rapportent les Livres de Samuel, mais à la campagne du pharaon Sheshonq contre Juda et Israël, mentionnée en 1 R 14, 25-28 et par le relief de Sheshonq Ier dans le temple d'Amon à Karnak.
Selon le texte biblique, cette campagne est datée de la cinquième année du règne de Roboam, ce qui correspond à l'année 926 selon la chronologie traditionnelle des monarques judéens. Selon Finkelstein, les velléités expansionnistes de Saül en direction de la Shéphélah auraient menacé les intérêts égyptiens et provoqué l'intervention de Shéshonq. Finkelstein place cela dans le cadre d'un phénomène récurrent pour tout le Levant du IIe millénaire avant notre ère jusqu'à l'époque ottomane ; des entités politiques des hautes terres profitent de l'affaiblissement des empires pour s'étendre vers la plaine côtière, ce qui entraîne la réaction desdits empires.
D'après Finkelstein, au Xe siècle, aucune cité philistine n'était assez forte pour s'attaquer seule au royaume de Saül. Au moment de la composition des récits bibliques, à la fin du royaume de Juda, le souvenir de l'armée égyptienne de Shéshonq soutenue par ses vassaux philistins aurait été remplacé par une armée philistine. « En d'autres termes, dans le récit biblique les ennemis du présent (les Philistins) assumèrent le rôle des ennemis du passé (les Égyptiens) ». Selon Finkelstein, la campagne de Shéshonq aurait permis l'émergence d'un royaume d'Israël depuis l'entité territoriale de Tirça.

### Hypothèse sur la participation de David à la campagne deShéshonqIer
Le relief de Shéshonq à Karnak, qui est fragmentaire, ne mentionne ni la ville de Jérusalem ni aucun autre site des hautes terres de Juda dans la liste des lieux parcourus par les armées de Shéshonq - pour Finkelstein, le territoire de la tribu de Benjamin ne fait partie du royaume de Juda qu'à partir de 722.
Toujours d'après Finkelstein, les Égyptiens auraient épargné Juda, trop insignifiant à l'époque. Selon lui, il est possible que David, vassal d'Akisch de Gat, ait participé à la campagne de Shéshonq contre Saül. Finkelstein pense que les récits bibliques sur la monarchie unifiée ont été composés à Juda à la fin du VIIe siècle pour souder une population composite ; aux clans Judaïtes originels se seraient ajoutés les réfugiés Israélites, dont de nombreux Benjaminites. Aux récits judaïtes favorables à David, se seraient mêlées des traditions nordistes favorables à Saül, mais en effaçant les passages évoquant une éventuelle "trahison" de David.

### Psychohistoire
Selon le Dr Patrick Lemoine et d'autres psychiatres, le roi Saül souffrait de troubles bipolaires,.